# Onominato-jinja
Le sanctuaire d'Onominato, de type Beppyo, est situé à Kanazawa, dans la préfecture d'Ishikawa.
Il est associé au sanctuaire Shirayama Hime-jinja.

## Histoire
Selon la mythologie japonaise, Sarutahiko Ōkami, le dieu principal du sanctuaire, a été découvert dans la mer pendant un voyage par Sana, originaire de la province de Mutsu en l'an 727. Après avoir consacré la divinité dans la forêt de poteaux en pierre d'or de Masagoyama, elle reçut le nom de « Sanatake Daimeijin ».
Le sanctuaire se trouvait à l'origine sur une plage, mais il a été déplacé vers son site actuel en 1252 à la suite d'un incendie qui a détruit la structure d'origine.
Le sanctuaire a été détruit à nouveau durant les troubles des rébellions Ikko-ikki. Il a été restauré par Toshiie Maeda en 1586. Plus tard, en 1639, Maeda Toshitsune, le troisième seigneur féodal du clan, a construit trois sanctuaires principaux à l'intérieur de ses enceintes.
En 1872, il est devenu un sanctuaire de village et a par la suite été vénéré dans 22 villes voisines, y compris la ville de Kanaiwa. En 1879, il a reçu le statut de sanctuaire préfectoral. Actuellement, il se présente comme un sanctuaire indépendant affilié à l'Association des sanctuaires shinto.

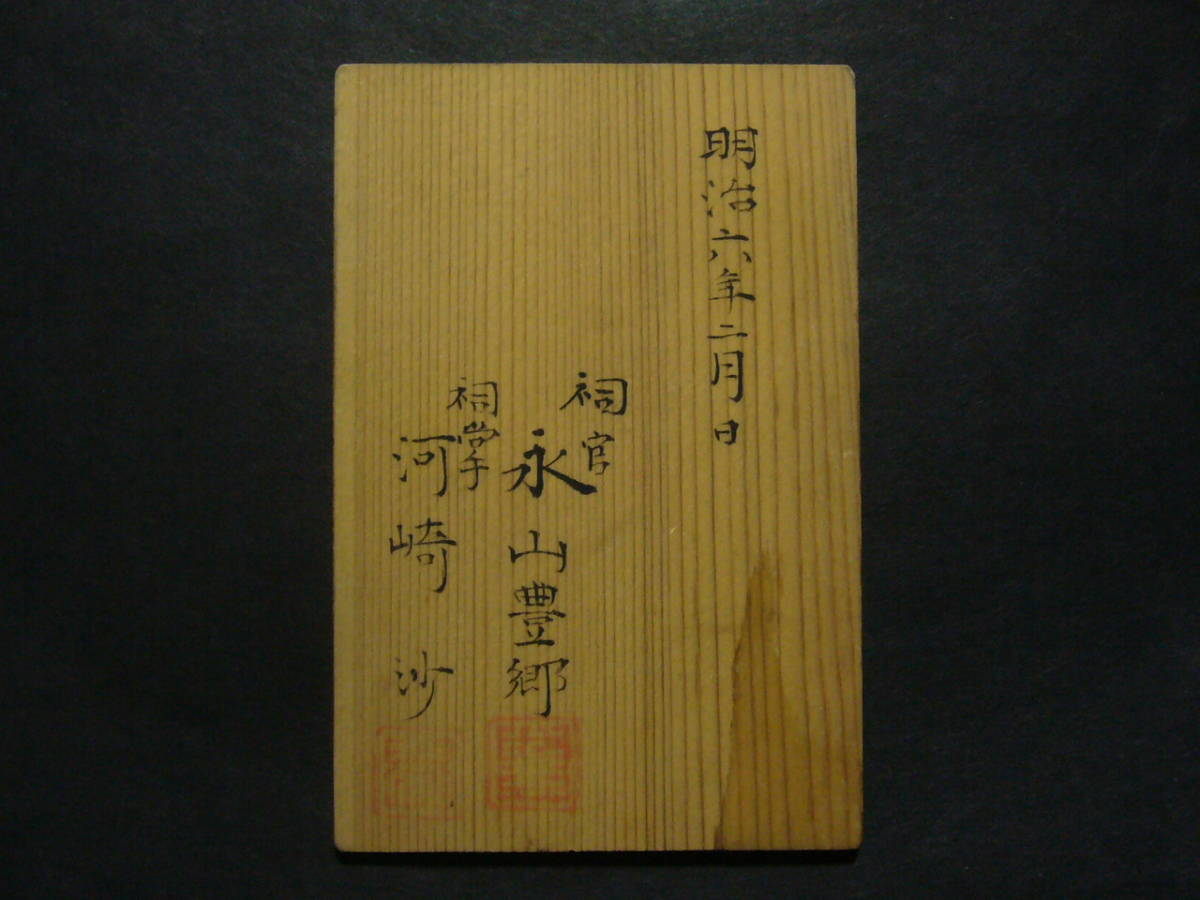
Un Ujikofuda du Onominato-jinja

## Sous-sanctuaires
Sanctuaire Hachiman : abrite Hachiman également connu sous le nom d'empereur Ojin.
Sanctuaire Shinmei : Situé à droite, ce sanctuaire est dédié à Amaterasu Okami.
Sanctuaire Sanabu : Situé à gauche, il vénère l'Okami de Sanatake, Sarutahiko Ōkami.

## Biens culturels
En 1982, les trois principaux sanctuaires du sanctuaire Onominato ont été déclarés biens culturels de la préfecture d'Ishikawa.
Le Chinju no Mori du sanctuaire et son ancienne salle de culte, ainsi que divers documents, sont reconnus comme biens culturels.
Le rituel shinto Nô, emblématique de la culture traditionnelle de Kanazawa, a été joué plus de 400 fois depuis 1604. Le festival d'été du sanctuaire se distingue à Kanazawa par son ampleur et sa splendeur. Il a été désigné comme un bien culturel folklorique immatériel de la ville de Kanazawa. Maeda Toshiie a promu le Nô, et son fils a ravivé sa pratique dans ce sanctuaire.